# Stanisław Ernest Denhoff

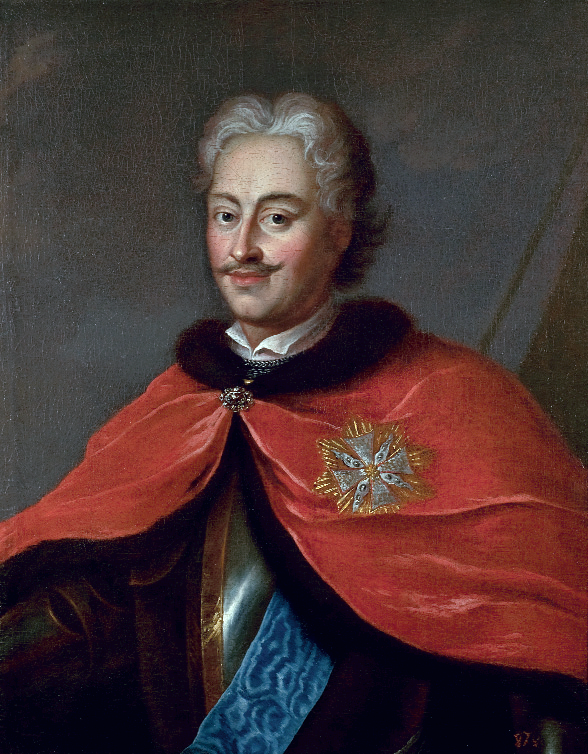
Stanislaw Ernest Denhoff

Stanisław Ernest Denhoff (* 7. September 1679 in Berent; † 2. August 1728 in Danzig) war polnischer Kongressschwertträger, Feldhetman von Litauen, Woiwode von Polozk und Konföderationsmarschall der Konföderation von Sandomirz.

## Familie
Graf Stanisław Ernest Denhoff entstammte der Familie Dönhoff und war ein Sohn des Grafen Władysław Denhoff († 1683) und der Joanna Konstancja Słuszka († 30. Oktober 1733). Er war in erster Ehe vermählt mit Gräfin Maria Johanna Katharina Dönhoff (1686–1723). Aus dieser Ehe ging seine einzige Tochter Konstancja (1717–1791) hervor. Sie war in erster Ehe mit Fürst Janusz Aleksander Sanguszko (1712–1775) dem Hofmarschall von Litauen, in zweiter Ehe mit Josef Rogalinski († 1820) verheiratete. Stanisław Ernest Denhoff ging eine zweite Ehe ein mit Maria Zofia Sienawska (1698–1771), der Tochter Adam Mikołaj Sieniawskis.

## Leben
Stanisław Ernest Denhoff war Herr auf Liebenau, Kauden und Gramsauen in Kurland. Seit 1697 Jägermeister von Litauen, von 1709 bis 1728 Feldhetman von Litauen, von 1721 bis 1728 Woiwode von Polozk, sowie Starost von Nowokorczyńsk, Kaluga, Kościersk, Lubocheńsk, Mozyrsk, Latowick, Lucyńsk und Zydekańsk.
In der Schlacht bei Poltawa kämpfte Denhoff für Polen-Litauen an der Seite Peter des Großen.
Als Unterstützer Augusts des Starken wurde er am 20. Mai 1704 zum Konföderationsmarschall der Konföderation von Sandomir bestimmt.
In den Jahren 1704 bis 1721 war Denhoff ebenfalls polnischer Kongressschwertträger, sowie 1710, 1712 und 1713 auch Sprecher des Sejm, schloss sich jedoch im Jahre 1717, unzufrieden mit Bestimmungen zur Machtbegrenzung der Szlachta durch den Stummen Sejm der Opposition an.
Denhoff war Ritter des Weißen Adler-Ordens. Er wurde in der Familienkapelle am Jasna Góra in Tschenstochau beigesetzt.